# Ram-Air
Als Ram-Air (wörtlich: Stauluft) werden Motor-Ansaugsysteme an Kraftfahrzeugen bezeichnet, deren Ansaugöffnungen so angeordnet sind, dass durch den Staudruck des Fahrtwindes eine Motoraufladung und damit eine Leistungssteigerung erzielt wird.

## Eigenschaften
Bei hoher Geschwindigkeit wird den Brennräumen durch Ram-Air-Systeme mehr Luft für die Verbrennung zugeführt, wodurch mehr Benzin verbrannt werden kann, was zu einer Erhöhung der Leistung führt.
Die zusätzlich zu den Kühlluftöffnungen notwendigen Ram-Air-Öffnungen können allerdings zugleich den cw-Wert des Fahrzeugs verschlechtern. Das relativiert den Effekt insofern, als der größere Luftwiderstand mit der Geschwindigkeit quadratisch ansteigt, der Leistungszuwachs durch den Ram-Air-Effekt jedoch nur linear. Dies ist im Zusammenhang mit dem erhofften Effekt besonders wichtig, da dieser erst bei hohen Geschwindigkeiten signifikant wird, also in eben jenem Bereich, in dem die Aerodynamik eine stetig wachsende Rolle spielt. Um die Geschwindigkeit von 300 km/h auf 400 km/h zu steigern, ist ein wesentlich höherer Leistungszuwachs nötig, als für die Steigerung von 200 km/h auf 300 km/h. Dieser Effekt lässt sich über Ram-Air-Effekte allein nicht mehr erzielen, so dass Ram-Air-Systeme andere Maßnahmen der Leistungssteigerung nicht ersetzen, sondern nur ergänzen können.

## Verwendung
Bei modernen Motorrädern mit Ram-Air-Systemen werden die Einlässe in der Regel widerstandsgünstig an der Stirnseite der Frontverkleidung angebracht. Bei einigen Ram-Air-Systemen wird die Luft über ausgestellte Ansaughutzen zugeführt, was aerodynamisch weniger effizient ist.
In Prototypen-Rennserien wie der Formel 1 werden oft Fahrzeuge mit großen, nach vorn gerichteten Ansaugöffnungen konstruiert, die den Ram-Air-Effekt nutzen. Speziell in der Formel 1 wurde in den 1990ern per Reglement eine Perforation der Airbox vorgeschrieben, um die Leistung der Fahrzeuge zu begrenzen.